# Terulung
Terulung is een bestuurslaag in het regentschap Bengkulu Selatan van de provincie Bengkulu, Indonesië. Terulung telt 607 inwoners (volkstelling 2010).